# فرهنگ احمدی

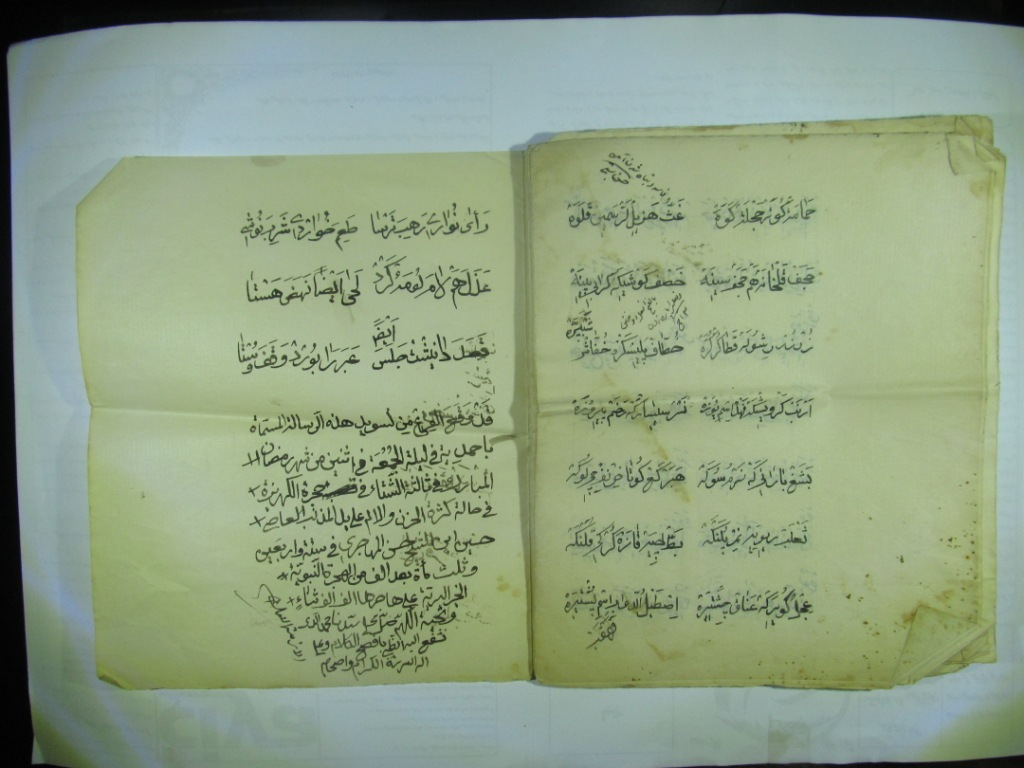
نسخهٔ دست‌نویس فرهنگ احمدی از سال ۱۹۲۸.

فرهنگ احمدی (به عربی: الأحمدیة، به کُردی: فه‌رهه‌نگۆکی ئه‌حمه‌دی) یک فرهنگ لغت عربی-کُردی است که به صورت شعر از سوی شیخ معروف نودهی برای فرزندش «کاک احمد شیخ» نوشته شده‌است.
فرهنگ احمدی در سال ۱۷۹۵ (۱۲۱۰ قمری) توسط شیخ معروف نودهی به عنوان یک کتاب نصاب عربی-کردی نوشته‌شده‌است و دربردارندۀ ۱۴۷۵ واژۀ عربی و معادل‌های آن‌ها به زبان کُردی در قالب ۳۶۸ بیت شعر می‌باشد. این فرهنگ از دو باب تشکیل شده که باب اول به اسماء و باب دوم به افعال اختصاص دارد. در باب افعال ابتدا افعال ماضی و سپس مضارع و مصدر هر فعل آورده‌شده‌است. چنانکه مؤلف در مقدمۀ ۱۳ بیتی خود بر این فرهنگ لغات که به زبان‌های فارسی و عربی نوشته‌شده اشاره کرده، هدف از نگارش این کتاب آموزش زبان عربی به فرزندش احمد بوده و به همین دلیل نیز فرهنگ لغت خود را «فرهنگ احمدی» نامیده‌است.
شروع کتاب این‌گونه است:
| (رأس) سه‌ره، (عین) چاوه  |  | (بدن) قاڵب، (إسم) ناوه   |
| (أنف) لووته، (حاجِب) برۆ |  | (فَخِذ) ڕانه، (رُکبَة) ئه‌ژنۆ |

## اهمیت آموزشی فرهنگ احمدی
نخستین چاپ فرهنگ احمدی در سال ۱۹۳۶ (۱۳۵۴ قمری) در بغداد انجام شد و از آن زمان در مدارس علوم دینی کردستان ایران و عراق برای آموختن واژگان زبان عربی مورد استفادۀ گستردۀ طلبگان قرار گرفته و یکی از منابعِ آموزش زبان عربی به مردم کُرد و یادگیری آن به‌ویژه برای روحانیون اهل سنت کُرد بوده‌است.

## نسخه‌های مختلف
فرهنگ احمدی تا سال ۱۹۳۶ (۱۳۵۴ قمری) تنها به صورت دست‌نویس موجود بود. اما در آن سال در بغداد به چاپ رسید و از آن زمان در مدارس علوم دینی کردستان ایران و عراق برای آموختن واژگان زبان عربی مورد استفادۀ گستردۀ طلبگان قرار گرفت. از آن زمان کتاب فرهنگ احمدی چندین بار مورد چاپ مجدد قرار گرفت، با این وجود برخی از چاپ‌های آن ناقص بوده و تمامی ۳۶۸ بیت متن اصلی را در بر نمی‌گیرد و همچنین برخی اشتباهات در معنای کلمات در آن‌ها وجود دارد. در سال ۱۳۸۹ محمد محمدزاده تصحیح جدیدی از فرهنگ احمدی را که دربردارندۀ ۳۶۷ بیت است، از طریق انتشارات کردستان در سنندج به چاپ رساند که تاکنون کامل‌ترین نسخۀ به چاپ رسیده از این فرهنگ لغات بوده‌است. این تصحیح با رسم‌الخط کردی تطبیق داده‌شده و دارای یک پیوست است که در آن واژگان فرهنگ احمدی به صورت غیرشعری و بر اساس فرهنگ‌نویسی نوین به صورت یک فرهنگ واژگان عربی-فارسی فهرست شده‌اند. برخی از چاپ‌های متعدد این کتاب به شرح زیر هستند.
- ئه‌حمه‌دی، در ۳۵۷ بیت، چاپ از دارالمثنی در بغداد، در مکتبة الوطنية، به شمارۀ ۹۹۴، سال ۱۹۸۶.
- کتێبی ئه‌حمه‌دی، در ۳۵۶ بیت، سقز: کتابفروشی محمدی.
- لۆغه‌ت‌نامه‌ی ئه‌حمه‌دی، در ۳۶۲ بیت، مهاباد: انتشارات فجر برادران سیدیان، چاپ دوم: ۱۳۶۹.
- لۆغه‌ت‌نامه‌ی ئه‌حمه‌دی، در ۳۵۷ بیت، انتشارات کردستان، چاپ دوم: ۱۳۸۰، چاپ سوم: ۱۳۸۱.
- نودهی، محمدمعروف. ۱۳۸۹. فه‌رهه‌نگۆکی ئه‌حمه‌دی، تصحیح و پژوهش از محمد محمدزاده، سنندج: کردستان.

## ترجمه
فرهنگ احمدی به زبان فارسی ترجمه شده و با مشخصات زیر به چاپ رسیده‌است.
- نودهی، شیخ معروف، لغت‌نامۀ احمدی: ترجمۀ فارسی، ترجمۀ سانا رحمتی، سنندج: انتشارات زانست، چاپ اول: ۱۳۹۶؛ ۴۸ ص.